# Porte d’Auteuil (Métro Paris)

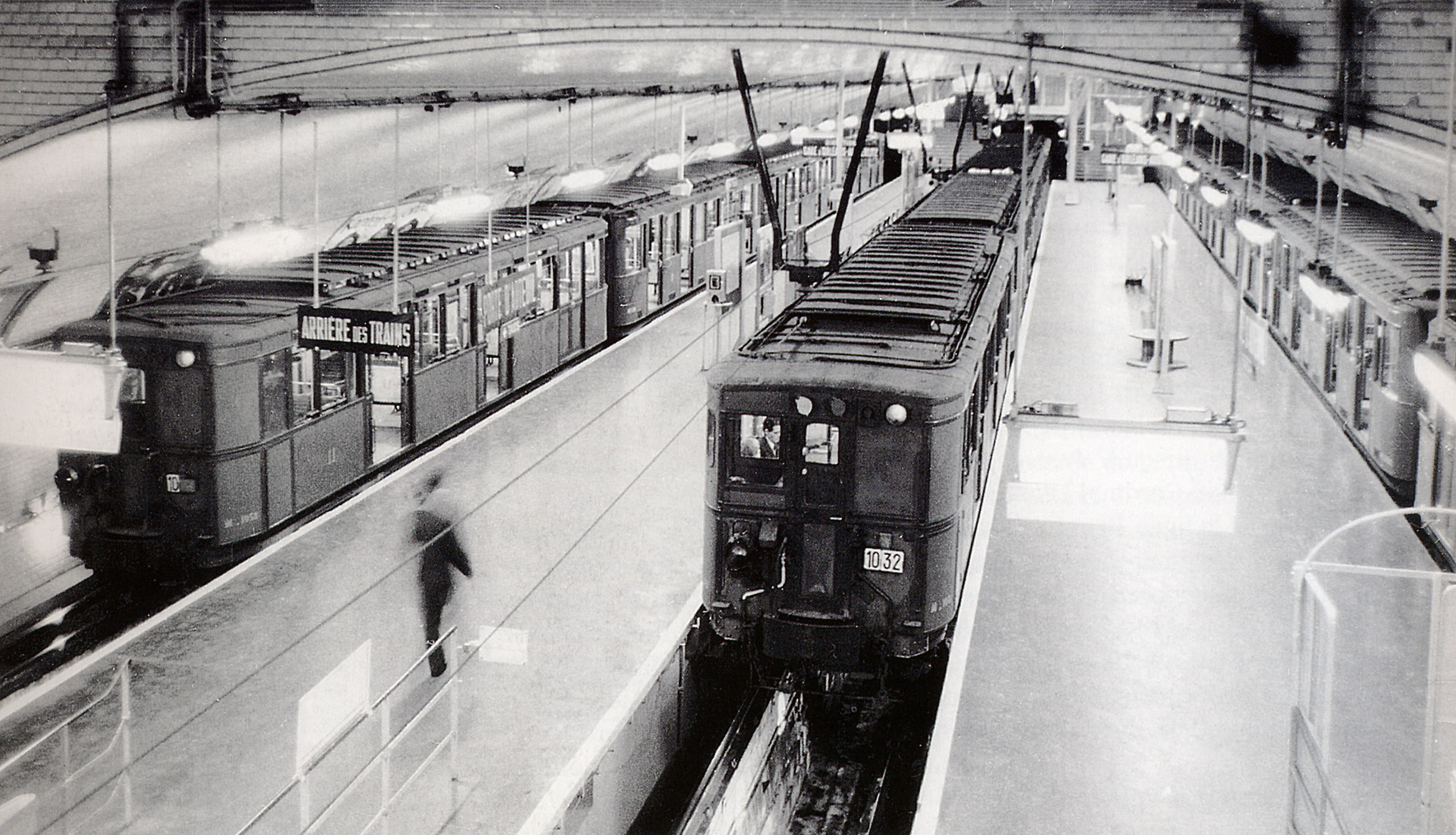
Endstation Porte d’Auteuil mit Zügen der Bauart Sprague-Thomson, um 1970

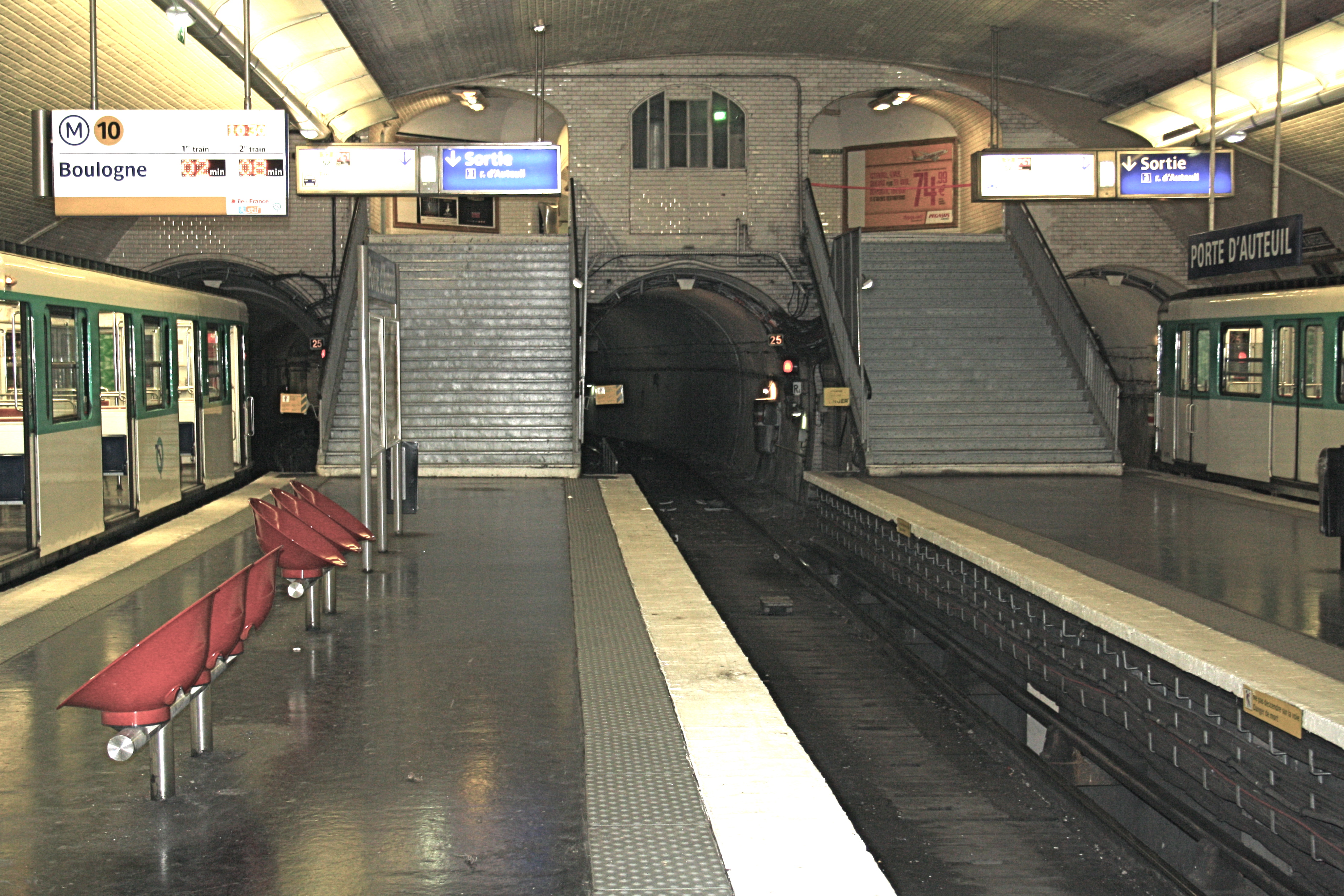
Stationsausfahrt mit drei eingleisigen Tunneln, Züge der Baureihe MF 67, über dem mittleren Gleis befand sich das Stellwerk

Der U-Bahnhof Porte d’Auteuil [pɔʁt(ə) dotœj] ist eine unterirdische Station der Linie 10 der Pariser Métro.

## Lage
Die Station befindet sich im Quartier d’Auteuil des 16. Arrondissements von Paris. Sie liegt in West-Ost-Richtung unter der Place de la Porte d’Auteuil.

## Name
Die Porte d’Auteuil war ein Stadttor in der Thiers’schen Befestigungsmauer, deren Bau 1841 begonnen und die ab 1919 geschleift wurde. Das namengebende ehemalige Dorf Auteuil wurde 1860 nach Paris eingemeindet.

## Geschichte
Die Station wurde am 30. September 1913 mit der Eröffnung der westlichen Verlängerung der Linie 8 von der Station Beaugrenelle (seit 1947: Charles Michels) in Betrieb genommen.
Am 27. Juli 1937 wurde der Abschnitt der Linie 8 zwischen La Motte-Picquet – Grenelle und Porte d’Auteuil der Linie 10 zugeordnet. Am 3. Oktober 1980 wurde die Linie bis Boulogne – Jean Jaurès verlängert, dadurch verlor die Station weitgehend ihre Funktion als Endbahnhof. Zunächst fuhr jeder zweite Zug weiter nach Boulogne, aktuell beginnen bzw. enden nur noch wenige Züge – frühmorgens und in den Stoßzeiten – in Porte d’Auteuil und nutzen die Gleise in Richtung Michel-Ange – Molitor als Zwischenendschleife.

## Beschreibung
Zunächst war die 75 m lange Station Endbahnhof in der sechs Stationen umfassenden, gegen den Uhrzeigersinn befahrenen Endschleife westlich der Seine. Sie weist die ungewöhnliche Anordnung von drei Gleisen an zwei Mittelbahnsteigen auf, wobei das mittlere Gleis von beiden Seiten zugänglich ist. Am nördlichen Gleis halten die regulären Bahnen in Richtung der heutigen Endstation Boulogne – Pont de Saint-Cloud. Ursprünglich entstand es für die Verbindung der Linie 9 mit der nie eröffneten Station Porte Molitor, die lediglich als Abstellbahnhof genutzt wird. Das südliche Gleis wird zum Abstellen von Zügen genutzt. Jedes dieser Gleise mündet am Westkopf der Station in einen eigenen Tunnel, da sich in diesem Bereich Brückensockel der Petite Ceinture befanden. Von jedem dieser Gleise aus können die Richtungen Boulogne, Porte Molitor und Michel-Ange – Molitor (folgender Bahnhof in der ehemaligen Endschleife) erreicht werden. Über dem mittleren Gleis befand sich früher das Stellwerk in einer Kabine, die zugleich der Zugabfertigung diente.
Da die Züge aus Boulogne-Billancourt über den Südabschnitt der ehemaligen Endschleife nach Michel-Ange – Molitor verkehren, wird die Station Porte d’Auteuil weiterhin nur in Ost-West-Richtung befahren.
Die Zugänge sind u. a. im Stil des Art nouveau und des Art déco, unterschiedlich gestaltet. Die Station gehörte 1913 zu den letzten, die einen von Hector Guimard gestalteten Art-Nouveau-Zugang erhielten.

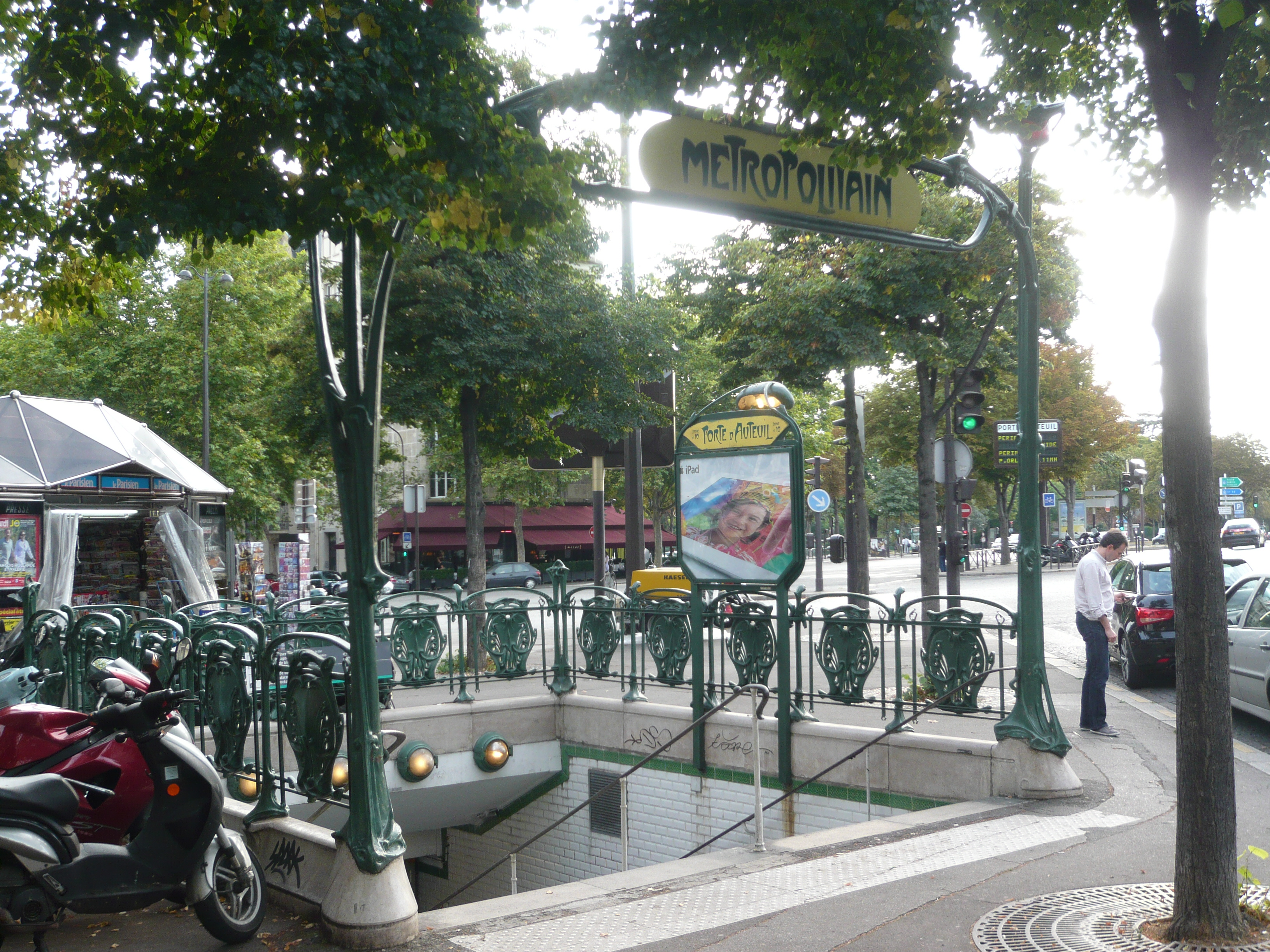
Art-Nouveau-Zugang, entworfen von Hector Guimard
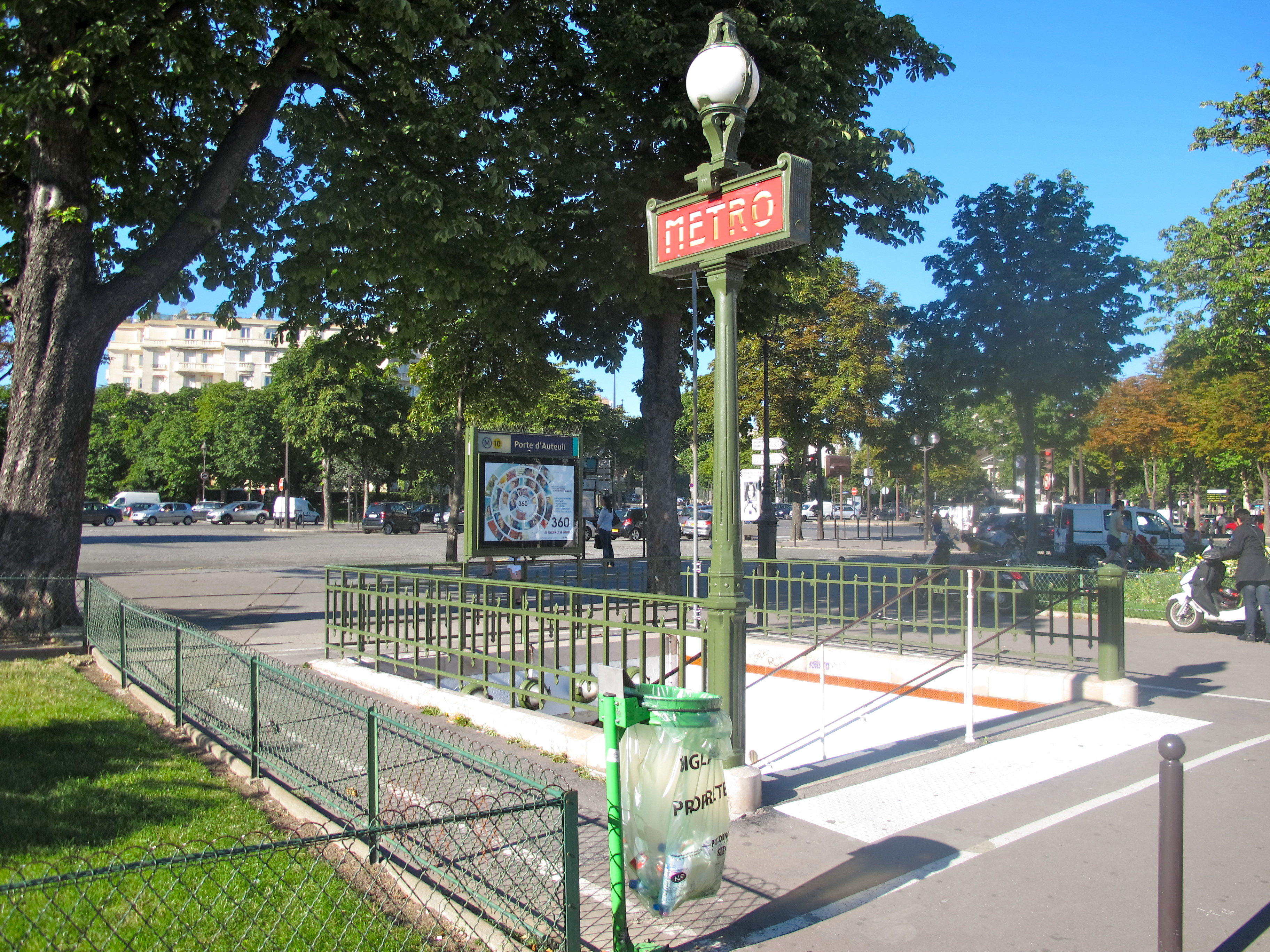
Zugang mit von Adolphe Dervaux im Stil des Art déco entworfenem Kandelaber
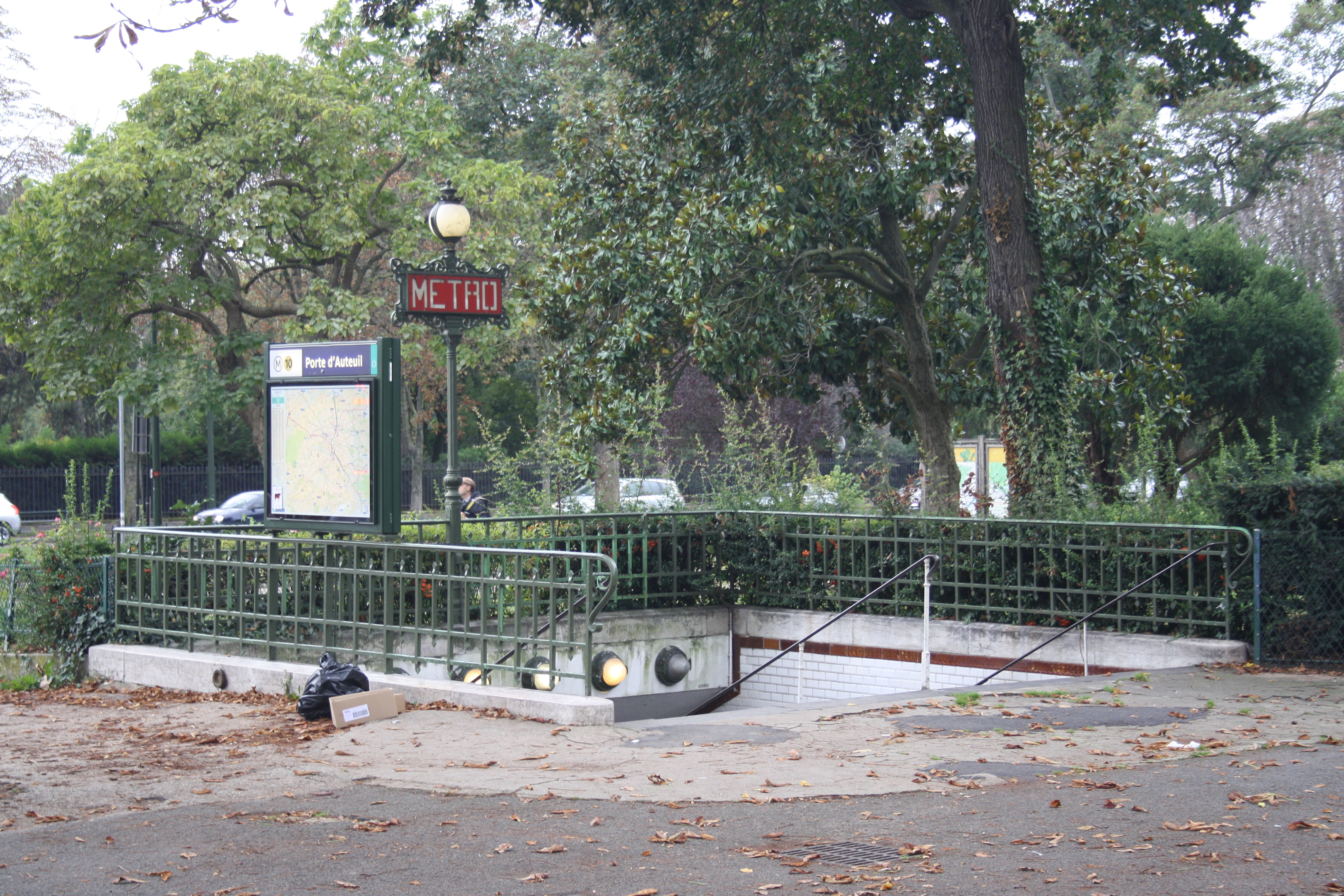
Zugang mit Kandelaber des Typs „Val d’Osne“

## Fahrzeuge
Bis Mitte der 1970er Jahre waren Züge der Bauart Sprague-Thomson im Einsatz, die ab 1975 von der Baureihe MA abgelöst wurden. Im Juni 1994 wurde jene durch die Baureihe MF 67 ersetzt, die im Jahr 2024 nach wie vor auf der Linie im Einsatz ist.

## Umgebung
- Botanischer Garten Jardin des Serres d’Auteuil
- Fußballstadion Parc des Princes
- Rugbystadion Stade Jean-Bouin
- Tennisstadion Stade Roland Garros
- Pferderennbahn Hippodrome d‘Auteuil